# Short 360
O Short 360 (também designado SD3-60) é um avião turboélice de pequeno porte produzido pela fabricante britânica Short Brothers durante os anos 80. O Short 360 tem capacidade para até 39 passageiros e foi introduzido em serviço em novembro de 1982, sendo uma versão maior do Short 330.

## Desenvolvimento

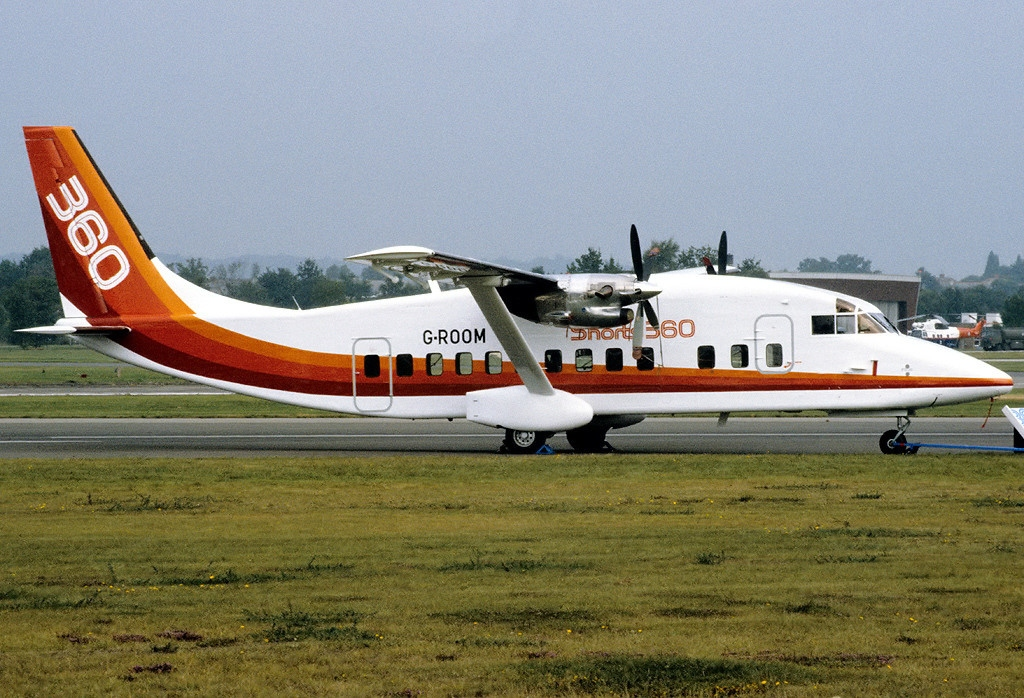
O protótipo do Short 360 em Farnborough, 1982

Durante os anos 70, o mercado de aviação comercial regional começou a evoluir de aviões de 20 passageiros para modelos mais espaçosos e confortáveis. A Short Brothers, de Belfast, havia criado o Skyvan em 1962, seguido pelo Short 330 em 1974. O desenvolvimento do Short 360 foi anunciado em 1980, com o primeiro protótipo fazendo o primeiro voo em 1º de junho de 1981 e a certificação de tipo emitida em 3 de setembro de 1981.
O primeiro Short 360 de produção fez seu primeiro voo em 19 de agosto de 1982, entrando em serviço pela Suburban Airlines em novembro de 1982.
Após o início da produção do modelo básico, a Short desenvolveu uma série de variantes do 360. A primeira delas saiu no final de 1985, o 360 Advanced, equipado com motores turboélice canadenses Pratt & Whitney Canada PT6A-65-AR, com 1.424 shp (1.062 kW) cada. Esta variante foi seguida pelo 360-300 em março de 1987, equipado com hélices de seis pás, turboélices PT6A-67R (de maior potência) e melhorias aerodinâmicas, provendo uma velocidade de cruzeiro maior e melhor performance hot-and-high (em condições de alta temperatura ou altitude). O 360-300 também foi construído em variante cargueira, designado como 360-300F.
A produção do Short 360 foi encerrada em 1991, com 165 unidades entregues.

## Descrição
O Short 360 é uma variante de 36 assentos do Short 330. Em configuração de alta densidade, o 360 pode carregar até 39 passageiros. Os dois projetos da Short tem uma alto grau de compartilhamento de componentes e dimensões gerais similares. O 360 é facilmente identificável pela empenagem convencional, ao contrário da empenagem dupla do Skyvan e do 330. O 360 teve a fuselagem estendida em 91 cm, o que proveu espaço para duas fileiras de assentos a mais, também diminuindo o arrasto aerodinâmico. Os assentos são arranjados em duas fileiras no estibordo da cabine e uma no bombordo. O 360 é propelido por dois motores turboélices canadenses Pratt & Whitney Canada PT6A-65R.
Baseado na reputação do Short 330, o 360 encontrou um nicho na aviação regional em todo o mundo, sendo capaz de operar confortavelmente em pistas de 1.400m (4,500 ft), podendo operar em vários aeroportos do mundo que anteriormente, não tinham condições de ter voos comerciais. Com uma velocidade de cruzeiro de 398 km/h (215 kn) a uma altitude de 3.000m (10.000 ft), o 360 não era o turboélice mais veloz do mercado, mas oferecia uma performance aceitável por um preço razoável, além da facilidade com relação a manutenção. 

## Variantes
- 360-100: Primeira variante de produção, equipada com motor turboélice Pratt & Whitney Canada PT6A-65R;[6]
- 360 Advanced: Variante lançada em 1985, equipada com turboélices Pratt & Whitney Canada PT6A-65AR, com 1.424 shp (1.062 kW) cada;[6] Redesignada mais tarde como 360-200.[6]
- 360-300: Variante com maior performance; equipada com turboélices Pratt & Whitney Canada PT6A-67R e hélices de seis pás.[6]
- 360-300F: Variante cargueira do 360-300, com capacidade para carregar cinco containers LD3;[6]
- C-23B+/C Sherpa: Variantes militares do 360 produzidos para as Forças Armadas dos Estados Unidos.[7] 28 C-23B+ convertidos de Short 360 civis e alguns C-23B e B+ foram convertidos como C-23C.[8]

## Operadores

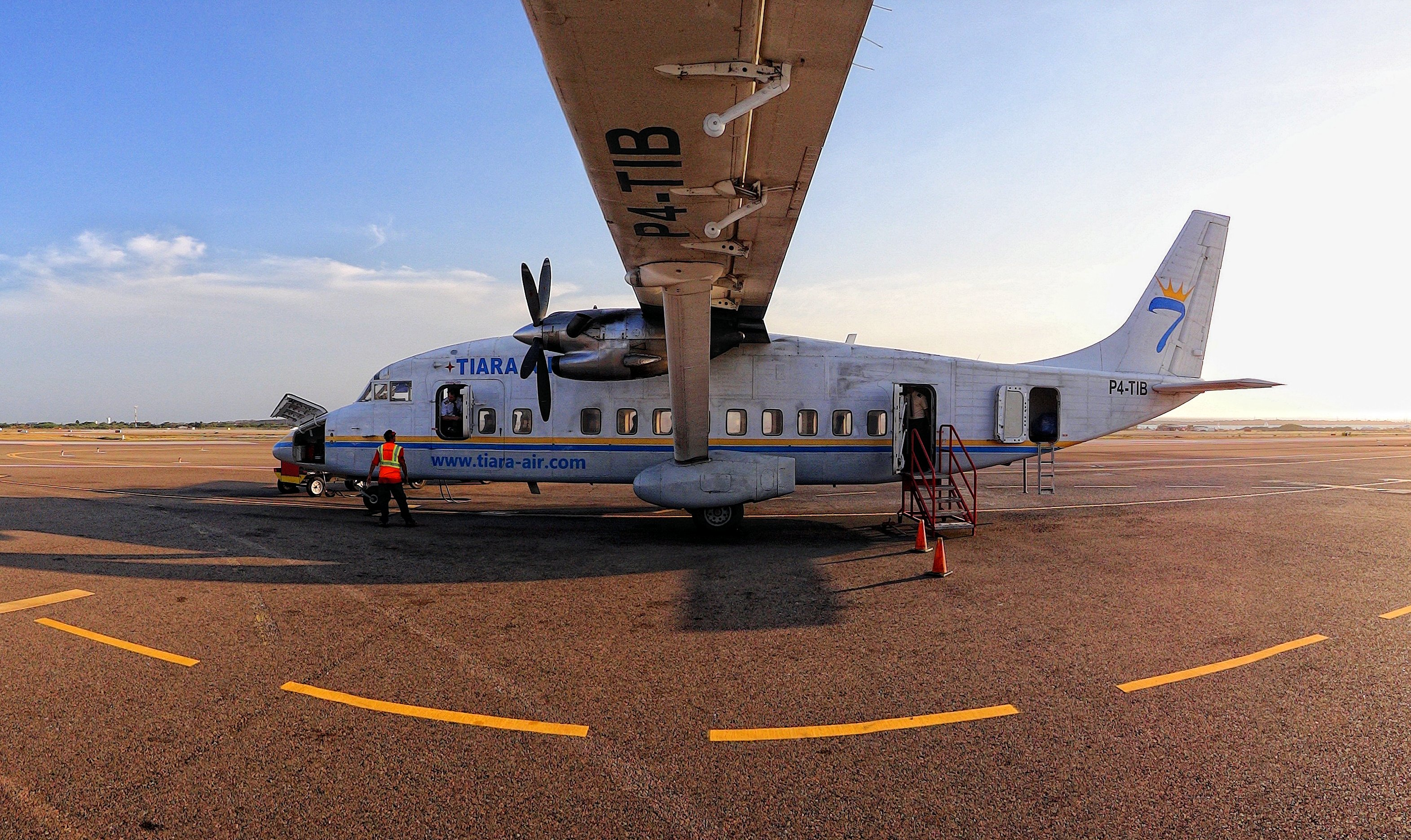
Short 360-100 da Tiara Air, em Bonaire, 2013

### Operadores Civis
- Alemanha
  - Nightexpress;[9]
  - Rheinland Air Service (RAS);[10]
- Austrália
  - Airlines of Tasmania;[11]
  - Hazelton Airlines;[12]
  - Murray Valley Airlines (MVA);[13]
  - Sunshine Express Airlines;[14]
  - Sunstate Airlines (QantasLink);[15]
- Aruba
  - Tiara Air;[16]
- Bahamas
  - Bahamasair;[17][18]
  - Pineapple Air;[19]
- Canadá
  - Pacific Coastal Airlines;[20]
  - Time Air;[21]
- China
  - CAAC;[22]
  - China Southern Airlines;[23]
- Estados Unidos
  - Atlantic Southeast Airlines;[24]
  - Allegheny Commuter Airlines;[25]
  - American Eagle;[26]
  - Air Cargo Carriers;[27]
  - Business Express;[28]
  - Dash Air;[29]
  - Federal Express (FedEx);[30]
  - Gulfstream International Airlines;[31]
  - Imperial Airlines;[32]
  - Interisland Airways;[33]
  - Mississippi Valley Airlines (MVA);[34]
  - Skyway Enterprises;[35]
  - Trans International Express;[36]
  - United Express (WestAir Commuter Airlines);[37]
  - US Airways Express;[38]
- Filipinas
  - Philippine Airlines;[39]
- Guam
  - Freedom Air;[40]
- Guernsey
  - Aurigny;[41]
- Honduras
  - TACA Regional Airlines (Isleña);[42]
- Indonésia
  - Deraya Air Taxi;[43]
- Irlanda
  - Aer Arann Express;[44]
  - Aer Lingus Commuter;[45]
- Israel
  - Ayit Aviation;[46]
- Marianas Setentrionais
  - Pacific Island Aviation;[47]
- Nicarágua
  - La Costeña;[48]
- Panamá
  - Aeroperlas;[49]
- Reino Unido
  - Air Ecosse;[50]
  - Air Europe;[51]
  - AirUK;[52]
  - BAC Express Airlines;[53]
  - Bon Accord Airways;[54]
  - British Regional Airways (Loganair):[55]
  - Capital Airways;[56]
  - CityFlyer Express;[57]
  - Connectair;[58]
  - Community Express;[59]
  - Emerald Airways;[60]
  - Euroworld;[61]
  - Gill Airways;[62]
  - HD Air;[63]
  - Jersey European;[64]
  - Loganair;[65]
  - Manx Airlines;[66]
  - Titan Airways;[67]
- Porto Rico
  - Air Flamenco;[68]
  - M&N Aviation;[69]
- Portugal
  - Aerocondor;[70]
- República Democrática do Congo
  - International Trans Air Business (ITAB);[71]
  - Malu Aviation;[72]
- República Dominicana
  - SAP Air Group;[73]
- Seicheles
  - Air Seychelles;[74]
- Tailândia
  - Thai Airways;[75]
- Venezuela
  - Comeravia;[76]

### Operador Militar/Governamental
- Estados Unidos
  - Exército dos Estados Unidos (US Army);[7][8]
  - Serviço Florestal dos Estados Unidos (USFS);[77]
- Venezuela
  - Força Aérea Venezuelana;[78]

## Especificações (360-300)
Dados de Flight International 
Características Gerais
- Tripulantes: 3 (piloto, copiloto mais pessoal de cabine);
- Capacidade: 36 passageiros;
- Comprimento: 21.58 m (70 ft 10 in)
- Envergadura: 22.81 m (74 ft 10 in)
- Altura: 7.21 m (23 ft 8 in)
- Área Alar: 42.09 m2 (454 sq ft)
- Aerofólio: NACA 63A (Modificado)[79]
- Peso Vazio: 7,870 kg (17,350 lb)[79]
- Peso Máximo de Decolagem (MTOW): 12,292 kg (27,099 lb)
- Capacidade de Combustível: 2,182 L (480 imp gal; 576 US gal)
- Motor: 2x turboélices Pratt & Whitney Canada PT6A-65AR, 1.424 shp (1.062 kW) cada;

Desempenho
- Velocidade Máxima: 404 km/h (251 mph, 218 kn)(à altitude de cruzeiro de 3,000 m (10,000 ft))
- Velocidade de Cruzeiro: 330 km/h (210 mph, 180 kn); (à altitude de cruzeiro de 3,000 m (10,000 ft))
- Alcance: 11,595 km (991 mi, 861 nmi); (tanques cheios e 2,569 kg (5,664 lb) de carga útil)
- Teto de Serviço: 6,100 m (20,000 ft)
- Razão de Subida: 4.84 m/s (952 ft/min)[79]